# 遠藤知恵子
遠藤 知恵子（えんどう ちえこ、1940年 - ）は、日本の教育学者・教育者。学位は、教育学博士（北海道大学）。元北翔大学学長・北翔大学短期大学部学長。北海道出身。恩師は山田定市。

## 略歴
1959年北海道札幌南高等学校卒業。1963年北海道大学文学部ドイツ文学専攻卒業。その後、道内各地の中学校で教諭を務め、1982年北海道大学教育学部卒業。1991年同大学院教育学研究科社会教育学博士課程単位取得満期退学。1991年弘前学院大学文学部助教授。1994年3月　北海道大学　教育学博士　論文の題は「地域社会教育実践と現代公民館の展開基盤に関する実証的研究」。1994年弘前学院大学文学部文学部教授を経て、1999年弘前学院大学文学部長。2003年北海道浅井学園大学生涯学習システム学部芸術メディア学科教授。2006年北翔大学の教員選挙により同学長・同短期大学部学長に就任。2010年北翔大学を退職。同名誉教授。北海道福祉教育専門学校客員講師（~2012年）。北翔大学北方圏学術センター研究員。2012年札幌遠友塾自主夜間中学代表。

## 研究領域
地方分権下における地域創造と生涯学習の構造化に関する研究や学校・地域連携研究、大学－地域社会関係の構築に関する「公開講座」の活用に関する実証的・実践的研究など社会教育学、生涯学習学を研究する。

## 著書
- 山田定市、鈴木敏正編『社会教育労働と住民自治』（分担執筆, 筑波書房, 1992年）
- 『現代の公民館 : 地域課題学習と社会教育施設』（高文堂出版社, 1995年初版・1996年追補版）
- 神田嘉延、宮崎隆志との編著『生涯学習を組織するもの : 現代社会教育構造論』（北樹出版, 1997年）
- 星山幸男編『自然との共生とまちづくり : エコミュージアムの農山村から』（北樹出版, 2005年）